# Bruce Thomas
Bruce Thomas (n. 17 de mayo de 1961) es un actor estadounidense conocido por hacer del personaje de Batman en una serie de anuncios para el OnStar, un modelo de General Motors que se emitió durante todo el año 2001 y 2002.

## Filmografía

### Cine
- Green Lantern: Emerald Knights (2011) como Atrocitus
- Carta Blanca (2011) como Rick Coleman
- Babysitter wanted (2007)
- El ejército de las tinieblas (1992) como mini ash #3
- Una rubia muy legal 2 (2003)
- Una rubia muy legal (2001)
- Trece días (2000) como Floyd